# إيلينا هيلا
إيلينا هيلا هي منافسة ألعاب القوى رومانية، ولدت في 20 مايو 1974.

## وصلات خارجية
- إيلينا هيلا على موقع الاتحاد الدولي لألعاب القوى (الإنجليزية)